# Mazda HR-X 2
 (mai 2019).
La Mazda HR-X 2 est un concept car du constructeur automobile Japonais Mazda, présenté au salon de Tokyo en 1993.
Elle succède au concept HR-X et se présente sous la forme d'une berline à deux portes, à la manière d'un coupé, la carrosserie conçue par James Dyson est entièrement recyclable.
Elle utilise le moteur à piston rotatif fonctionnant à l'hydrogène, perfectionné par rapport à son prédécesseur le HR-X. Cette technologie sera de nouveau mise en œuvre avec des prototypes routiers comme la Capella Cargo Hydrogen, la Demio FC-EV, le Premacy FC-EV, la RX-8 Hydrogen RE ou encore le Premacy Hydrogen RE Hybrid.